# Negativland
Negativland ist eine kalifornische Rockband, die mit Collage- und Samplingtechniken arbeitet. Die Band entstand in den späten 1970er Jahren und benannte sich nach einem Song der deutschen Krautrock-Band Neu!
Die wichtigsten Mitglieder sind Mark Hosler, Richard Lyons, Don Joyce und David Wills. Eine Zeitlang spielte auch Chris Grigg bei Negativland. Peter Conheim und Jonathan Land kamen 1997 dazu. Ihre bekanntesten Alben sind Escape From Noise (1987) und die Single U2 (1991).

## Geschichte
1987 erschien das Album Escape From Noise. unter anderem mit dem Song Christianity is stupid mit Samples aus dem christlichen Propagandafilm If footmen tire you – What will horses do?. Nach Erscheinen des Albums lancierten Negativland selbst das Gerücht polizeilich gesucht zu werden, weil Christianity is stupid einen Fünfzehnjährigen dazu angestiftet hätte, seine Eltern zu ermorden. Diese frei erfundene Geschichte, die ursprünglich als Ausrede der Band gedacht war, nicht auf eine (kostspielige) Konzerttournee gehen zu müssen, entwickelte sich schnell zum Selbstläufer und geisterte wochenlang durch Print- und TV-Nachrichten.
Diesen halb-freiwilligen Mediencoup verarbeiteten Negativland in ihrem darauffolgenden Album Helter Stupid.
1991 erschien die Single U2, die der Band eine Klage des Labels Island Records im Namen der irischen Rockband U2 wegen Verletzung des Urheberrechtes und Markenrechtes einbrachte. Das Cover der Single zeigt ein Bild des Spionageflugzeugs U2, in großen Buchstaben „U2“ und (kleiner geschrieben) „Negativland“. Island Records war der Auffassung, dass dieses Cover geeignet sei, Fans der Band U2 zu einem irrtümlichen Kauf der Single zu verleiten. Die beiden Musikstücke auf der Single (I Still Haven't Found What I'm Looking For – 1991 A Cappella Mix und I Still Haven't Found What I'm Looking For – Special Edit Radio Mix) verwendeten ausgiebig Samples aus dem gleichnamigen U2-Song und Aufnahmen aus der US Top 40 Radioshow mit Casey Kasem.
Negativland deklarierten die Verwendung der Samples als Fair Use, mussten aber dennoch die gesamte Auflage zurückrufen und vernichten. Auch brachten die Prozesskosten die Band an den Rand des finanziellen Ruins.
In den 1990er Jahren arbeiteten Negativland u. a. mit der britischen Band Chumbawamba zusammen.
Craig Baldwins Film Sonic Outlaws (1995) behandelt ausgiebig die Geschichte Negativlands.
Im September 2005 feierten Negativland ihr fünfundzwanzigjähriges Bestehen mit einer Ausstellung namens Negativlandland in der Gigantic Artspace Galerie in Manhattan.
Im Januar 2015 starb zunächst Gründungsmitglied Ian Allen an den Folgen einer Herzklappen-Operation, ein halbes Jahr später starb Donald Joyce an Herzversagen.
Im April 2016 starb Gründungsmitglied Richard Lyons an den Folgen eines Hautkrebs-Rezidivs.

## Diskografie

### Alben
- Negativland (1980)
- Points (1981)
- A Big 10-8 Place (1983)
- Escape From Noise (1987)
- Helter Stupid (1989)
- Free (1993)
- Fair Use: The Story of the Letter U and the Numeral 2 (1995)
- Dispepsi (1997)
- These Guys Are From England and Who Gives a Shit (2001)
- Deathsentences of the Polished and Structurally Weak (2002)
- No Business (2005)
- Thigmotactic (2008)
- a big 10-8 Cnonc +/- (2020), mit Harutaka Mochizuki & Mama Baer und Kommissar Hjuler

### „Over The Edge“-Radio-Serie
(CDs mit Auszügen aus Negativlands wöchentlicher Radiosendung)
- Over the Edge Vol. 1: JAMCON'84 (1985)
- Over the Edge Vol. 1½: The Starting Line with Dick Goodbody (1995, teilweise wiederveröffentlicht)
- Over the Edge Vol. 2: Pastor Dick: Muriel's Purse Fund (1990)
- Over the Edge Vol. 3: The Weatherman's Dumb Stupid Come-Out Line (1990)
- Over the Edge Vol. 4: Dick Vaughn (1990)
- Over the Edge Vol. 4: Dick Vaughn's Moribund Music of the '70s (2001, wiederveröffentlicht)
- Over the Edge Vol. 5: Crosley Bendix: The Radio Reviews (1993)
- Over the Edge Vol. 6: The Willsaphone Stupid Show (1994)
- Over the Edge Vol. 7: Time Zones Exchange Project (1994)
- Over the Edge Vol. 8: Sex Dirt (1995)
- It's All in Your Head FM: Over the Edge Live on Stage (2006)

### Singles und EPs
- U2 (1991) – zurückgezogen
- Guns (1992)
- The Letter U and the Numeral 2 (1992)
- Truth In Advertising (1997)
- Happy Heroes (1998)
- The ABCs of Anarchism (1999) (zusammen mit Chumbawamba)

### Bootlegs
- Negativconcertland (1993)
- Negativ(e)land: Live On Tour (1997)
- These Guys Are From England and Who Gives a Shit (2001)